# Clossiana helena
Clossiana helena är en fjärilsart som beskrevs av Edwards 1871. Clossiana helena ingår i släktet Clossiana och familjen praktfjärilar. Inga underarter finns listade i Catalogue of Life.